# Nezakonito odlaganje blata v Pivoli
V ponedeljek, 3. junija 2021, je zaenkrat še neznani storilec v enega izmed hudourniških potokov pri Pivoli v občini Hoče - Slivnica nezakonito odvrgel približno 200 kubičnih metrov odpadnega in že posušenega blata iz ene izmed čistilnih naprav, po kasnejših domnevah iz čistilne naprave Ptuj. Do onesnaženja pitne vode iz javnih vodnih zajetij ni prišlo, so pa greznični odpadki povzročili ekološko katastrofo. Fekalije so sčasoma onesnažile tudi ribnike botaničnega vrta v Pivoli, ki leži pod odlagališčem ter eno izmed zasebnih vodnih zajetij, ki napaja 5 kmetij. Domačini so se bali tudi izpiranja fecesa v podtalnico. V vodi so zaznali tudi enterokoke (Enterococcus sp.) in vrsto Escherichia coli. Deževje pa je mešanico blata, mulja in kamenja spralo vse do reke Drave.
Na kraj nesreče je prišel okoljski inšpektor, ter dejal, da kazenski zakonik za onesnaženje pitne vode predpisuje triletno zaporno kazen. Storilcem grozi tudi denarna kazen v višini od 75.000 do 375.000 evrov. 7. junija je na kraj dogodka prišel tudi poveljnik civilne zaščite Srečko Šestan. Na kraju je bil tudi hoški župan Marko Sošak, ki je pozval nasprotnike sežigalnic k premisleku za njihova odprtja.

## Sanacija
8. junija je potekal sestanek o sanaciji z ministrom Andrejem Vizjakom, ki se je na dogodek odzval, da je to »okoljski kriminal, gre za zavržno dejanje in pričakujem, da bodo institucije [...] čim prej izsledile krivca, ki bo seveda tudi odgovarjal na nastalo situacijo.« Vizjak je bil ogorčen tudi nad neurejeno zakonodajo na tem območju, saj je Slovenija izvažala blato na Madžarsko, ta pa je leta 2019 uvoz blata prepovedala. Na srečanju so razpravljali o čim hitrejšem ukrepanju in sanaciji kraja. »[...] Izvajalec sanacije bo VGP Drava, ministrstvo pa bo pripravilo program po 25. členu o varstvu okolja.« je še o sestanku dejal Šestan.
Sanacija oziroma odstranjevanje blata, pomešanega z muljem, se je pričelo 13. junija. Ta naj bi trajala približno en mesec, saj je voda raznesla fekalije v dve večji gmoti približno 300 do 400 metrov po globeli, ki je globoka od 40 do 50 metrov. Sprva so kup odpadkov posuli z naravnim materialom, ki preprečuje smrad. Vodovarstveno stanje je na območju ves čas spremljano, saj je velika nevarnost onesnaženja podtalnice. Lokacija odvoza ni znana, saj potencialnih odlagališč ni, mešanica pa bo predelana v kompost. Prevoznik že izkopanega blata pa je krško podjetje Kostak. 5 kmetij, ki so bile prizadete ob izpadu vira vode, so priključili na mariborski vodovod. Izvajalec je sprva poskrbel za čiščenje površinskega blata, čiščenje struge potoka pa bo steklo šele po izgradnji ceste do zgornjega nahajališča. Do 18. junija so na spodnjem nahajališču odkopali in odvozili že približno 200 ton, 1. julija pa so sanacijo obeh delov potoka dokončno sanirali.

## Preiskava
Kmalu po začetnih informacijah o incidentu so se pojavile tudi govorice o izvoru blata s Ptuja, saj so tamkajšnji odvoz blata izvajali le dan prej. Direktor podjetja Janko Širec je dejal, da »dejanje strogo obsojajo«. Pri tem je pozval na čakanje rezultatov preiskave. Od prevoznika, celjskega podjetja CEP so zahtevali dokumentacijo ter jo ti izročili. Vozila ob odvozu popišejo, kasneje pa jim med transportom ne sledijo, je še dejal vodja odvajanja Jernej Šömen. CEP bi moral blato po pogodbi odpeljati v podjetje Surovina d.o.o v Maribor, še en del pa v Avstrijo. Dokumentacijo prevozov je zahtevala tudi ptujska županja Nuška Gajšek. Dva tovornjaka sta dan pred odkritjem iz čistilne naprave Ptuj skupaj prevzela 197 ton blata, vendar je bilo med sanacijo odstranjenih »krepko več kot 200 ton«. Podjetje CEP bi moralo po pogodbi zagotoviti tudi tehtanje blata, vendar pa je to prevzela Surovina. Ptujska komunala sicer do nedavnega še ni vedela, da CEP delež blata vozi tudi v ML Surovino v Ljubljano, ta pa zaradi tajnosti poslovnih podatkov podatkov o poslovnih partnerjih ni posredovala.
Intenzivna kriminalistična preiskava še poteka, tožilstvo pa je sprožilo predkazenski postopek. Kriminalisti so na območju policijskih uprav Ljubljane, Celja in Maribora v 18 hišnih preiskavah pridržali 6 oseb. Pridržali so 4 voznike ter 2 direktorja transportnih oseb. Sprva so pridržali 6 oseb, vendar so 2 kasneje pripor odpravili. Za vsako vožnjo tovornjaka, teh naj bi bilo deset, naj bi vozniki prejeli 100 evrov, prvotni odvoz blata na Slovaško ali Poljsko bi stal približno 200.000 evrov. Tovornjakarji naj ne bi vedeli, da vozijo fekalije, marveč samo mulj in blato. Osebam grozi osem let zapora, bremeni jih obremenitev in uničevanje okolja po 332. členu kazenskega zakonika, za kar je zagrožena zaporna kazen z dobo 8 let.
Dva tovornjaka je med odlaganjem tovora med 9. in 11. uro ujela tudi prometna kamera. Prav tako sta pri izvleki tovornjakov pomagala dva traktorja.
29. junija je skupnost občin Slovenije z Markom Soršakom pozvala DZ, ministrstvo za okolje ter javnost k rešitvi kritičnega stanja odlagališč komunalnega blata in opozorili na posledice. Državni svet bo predlog obravnaval 5. julija. Minister za okolje, Andrej Vizjak je na obisku v Podravju pozval slovenske občine k postavitvi monosežigalnic v sodelovanju skupaj z komunalno zbornico Slovenije. Podal je tudi začasno rešitev za mešanje blata s pepelom in nastankom kompozitnega materiala. Zaznal je tudi potrebo po jasnejših protokolih nujnega ukrepanja.

## Kasnejša odkritja črnih odlagališč komunalnega mulja
Izlitja blata so se sicer dogajala tudi že prej, med drugimi naj bi se pripetila tudi na Jesenicah leta 2018, kjer je puščalo v starejšem delu čistilne naprave in so fekalije tekle direktno v Savo.

### Najdišče komunalnega blata v Zalogu pri Ljubljani
Po incidentu v Pivoli so po Sloveniji odkrili še več nahajališč komunalnega blata. Te so odkrili v ljubljanskem Zalogu v obratu ML Surovina na Agrokombinatski cesti, ki ga je tudi napačno shranjevala. Okoljski inšpektor je zaradi neupoštevanja predpisov začasno prepovedal delovanje ter izrekel kazen v višini 10.000 evrov. Ustanovljena je bila tudi civilna iniciativa, saj to nahajališče ogroža naravo. 28. junija je civilna iniciativa sklicala novinarsko konferenco, na kateri so opozorili na prejete grožnje ter perečo problematiko. Na konferenco so povabili ljubljanskega župana, vodilne v ML Surovini, Snagi in več predstavnikov MOLa. Zaradi neupoštevanja inšpektorjevih sklepov so podjetju izdali še en sklep, na Agencijo Republike Slovenije za varstvo voda pa so podali predlog o odvzemu okoljevarstvenega dovoljenja. Alpe Adria Green je ugotovila tudi nepravilnosti dokumentacije, ki jo izdaja ARSO, med drugim neobiskovanje lokacije obrata, nekonsistenčnost med prošnjami in dovoljenji za predelavo odpadkov, prav tako obrat nima okoljevarstvenega dovoljenja ampak samo okoljevarstveno potrdilo. Alpe Adria Surovini očita tudi nepravilno hrambo, saj bi morala Surovina blato hraniti v zaprtih prostorih, betonski objekt pa služi kot pisarniški objekt. Podjetje Congruus, ki daje Surovini v najem zemljišče, na katerem objekt stoji, je napovedalo vložitev odpovedi pogodbe na sodišče. Po sestanku z županom MOLa, Zoranom Jankovićem, in daljšim pogajanjem Surovine z prevozniki za odvoz odpadkov, je direktor ML Surovine, Said Aljoša Alkhatib, privolil v odvoz od 3500 do 4000 ton domnevno komunalnih odpadkov. Vrsta odpadka je še neznana, odvzeti vzorci so še predmet preiskave.
Podobno nahajališče so odkrili že februarja ali marca 2021 v Sneberjah v Ljubljani s skupno 40 kubičnimi metri komunalnih odpadkov. Prav tako naj bi bralec Dnevnika v Polju na Mazovčevi cesti videl odlaganje odpadkov treh tovornjakov, ti naj bi bili iz čistilne naprave.

### Najdišča blata v občini Šentjur
17. junija sta policija in predstavnik nacionalnega laboratorija obiskala nahajališče blata v Šentjurju, kjer leži okrog 20 kubičnih metrov komunalnega mulja. Kup naj bi se tam nahajal že od prvomajskih počitnic. Tudi ta ogroža okolje, saj je nedaleč stran sotočje rek Pešnice, Kozarice in Voglajne. 18. junija so občani odkrili tudi kup blata v obsegu 40 kubičnih metrov pri naselju Jerčin v občini Podčetrtek. Na kraj najdbe sta bile napotene policija in enota MEEL Nacionalnega laboratorija za zdravje, okolje in hrano. Ta k sreči ne ogroža narave, saj se ne nahaja na ali nad vodovarstvenim območjem.
V začetku maja 2021 je inšpektor RS za okolje in prostor prejel prijavo o 400 do 500 kubični metrih komunalnih odpadkov na privatnem zemljišču v Vodulah v Dramljah. Ta si je še isti dan ogledal kraj incidenta. Policija je bila o onesnaženju obveščena 7. maja, tega dne so na teren prišli tudi strokovnjaki mobilnega laboratorija inštituta Jožefa Stefana. Po besedah direktorja Javnega komunalnega podjetja (JKP) se je blato zaradi večjih količin dežja spiralo v bližnji potok, iz katerega pa ne črpajo vode. Kraj po enem mesecu še vedno ni bil saniran. Blato je bilo prepeljano s strani podjetja LASAZ d.o.o, blato pa naj bi bilo iz čistilnih naprav Ptuj in Rogaška Slatina. Inšpektorat za okolje je izdal odločbo za počiščenje odlagališča v 15 dneh, vendar ga ta do 20. julija še ni prevzel. Blato je bilo na območje pripeljano med koncem aprila in prvomajskimi prazniki. Najprej so tovornjaki vozili humus, nato pa smrdeče blato. Za dovoljenje odlaganja je lastnik prejel 350 evrov, salamo in 6 piv. Voznik je na zaslišanju izjavil, da je odpadke 23. in 26. aprila pripeljal z še enim sodelavcem po navodilu nadrejenih.
CEP je sredi junija prejel še eno odločbo IRSOP, saj je nadzor pokazal, da 450 ton blata iz čistilne naprave Ptuj, katerega končna destinacija je bil zbirni center Buklovžak, ni bilo nikoli prevzetih. Blato je šlo neposredno v ML Surovino, inšpektorica pa je naložila izpolnjevanje listin samo za že prevzete materiale. CEP se je na odločbo že pritožil.
Inšpektorat za okolje, ki je sicer kadrovsko podhranjen, je napovedal ostrejšo kaznovalno politiko. Glavni inšpektor je tudi dejal, da je podjetjem za prevzem odpadkov do dovoljenja prelahko priti.